# Gaspar DiGregorio
Gaspar DiGregorio (Castellammare del Golfo, 4 ottobre 1905 – Smithtown, 11 giugno 1970) è stato un criminale statunitense di origini italiane, figura di spicco della famiglia mafiosa Bonanno di New York e responsabile della cosiddetta "Banana War".

## Biografia
Originario di Castellammare del Golfo, svolgeva il lavoro di sarto. Nel 1931 fu testimone di nozze di Joseph Bonanno e nel 1932 padrino del primogenito Salvatore, detto Bill. Le sue relazioni con i Bonanno e i Magaddino risalivano ai tempi della Sicilia e dopo essere arrivato a New York sposò la sorella di Stefano Magaddino, boss mafioso di Buffalo. Dopo la morte di lei, si risposò.
Nel 1931, alla fine della guerra castellammarese, Joseph Bonanno, detto Don Peppino, divenne il capo della famiglia Maranzano, che poi porterà il suo nome, e anche il più giovane don di New York. Di questa situazione beneficiò anche DiGregorio, che Bonanno nominò caporegime. DiGregorio condusse la sua vita di criminale per i successivi 34 anni, sperando di diventare un giorno consigliere.
Ma nel 1964 Joseph Bonanno organizzò un "colpo di stato" di enormi proporzioni, assumendo come sicario Joseph Colombo perché eliminasse tre boss di New York e uno di Buffalo. Colombo sapeva che non sarebbe uscito vivo dall'incarico ricevuto da Bonanno e lo denunciò agli altri boss, non lasciandogli altra scelta che fuggire e nascondersi. A questo punto, nell'ottobre del 1964, Bonanno inscenò il suo stesso rapimento, lasciando il figlio Bill a capo della famiglia.
Ma la soluzione non fu accettata da una parte degli uomini della famiglia e dalla Commissione e DiGregorio, con l'aiuto di Magaddino, fu nominato capo della famiglia Bonanno. La spaccatura portò ad una dura guerra nelle strade di New York, fra i soldati leali al vecchio capo e quelli leali al nuovo boss, che i media chiamarono "La guerra dei Banana", dal nome con il quale i giornali chiamavano il boss Joseph Bonanno. Agli inizi del 1966 il numero dei morti era tale che i capi delle altre famiglie temevano un intervento dell'FBI, che avrebbe causato problemi a tutti. Così si cercò di trattare una tregua, organizzando un incontro a casa dello zio di Bill, in Troutman Street a Brooklyn, il 28 gennaio 1966. DiGregorio si preparò all'arrivo di Bill Bonanno piazzando dei cecchini, ma Bill, a cui il padre aveva insegnato ad essere prudente fino alla paranoia, parcheggiò ad un isolato di distanza, individuò un uomo armato e riuscì a scappare dopo un intenso scontro a fuoco, nel quale non ci furono feriti.
Joe Bonanno riapparve infine nel 1966, cercando di sventare l'omicidio del figlio, ma la sua richiesta di permettere al figlio di comandare la famiglia non fu accettata. La Commissione insistette sul fatto che DiGregorio rimanesse al potere e la guerra continuò.
Passarono altri mesi di spargimento di sangue che non portarono ad una soluzione. DiGregorio, che era stato ferito a colpi di mitragliatrice e che aveva subito un infarto cardiaco, appariva sfinito dallo scontro con i suoi vecchi amici ed i capi valutarono che la guerra non stava finendo e che la fazione fedele a Bonanno non era né morta né sottomessa. Così tolsero il loro appoggio a DiGregorio e nominarono Paul Sciacca, un luogotenente di DiGregorio, come nuovo capo della famiglia Bonanno. Senza supporto, DiGregorio fu effettivamente escluso dalla mafia, dopo aver guidato una delle sue famiglie più importanti attraverso un periodo di tumulti e spargimenti di sangue.
"La guerra dei Banana" finì infine nel 1968, con Joe Bonanno che aveva anch'egli subito un infarto e che trattò il suo ritiro in Arizona. La sua permanente scomparsa dalla scena di New York schiacciò l'ultima fazione della famiglia fedele ai Bonanno e unì tutti sotto la leadership di Sciacca. Come parte dell’accordo di pace, anche Bill si dimise da consigliere e lasciò New York con il padre.
DiGregorio trascorse gli ultimi anni di vita con la sua famiglia a Long Island, muorendo l'11 giugno 1970 per cancro al polmone all'ospedale episcopale di St. John a Smithtown, New York. Fu sepolto nel cimitero di St. Charles a Farmingdale, New York.